# Mosiera tiburona
Mosiera tiburona är en myrtenväxtart som först beskrevs av Ignatz Urban och Erik Leonard Ekman, och fick sitt nu gällande namn av Attila L. Borhidi. Mosiera tiburona ingår i släktet Mosiera och familjen myrtenväxter. Inga underarter finns listade i Catalogue of Life.